# Glauc (geògraf)
Glauc (grec antic: Γλαῦκος, llatí: Glaucus) fou un escriptor de geografia i antiguitats d'Aràbia, esmentat amb freqüència per Esteve de Bizanci, que intitula la seva obra Ἀραβικὴ ἀρχαιολογία, de vegades simplement Ἀραβικά. Es desconeix la seva època.